# CA Temperley
Club Atlético Temperley – argentyński klub piłkarski z siedzibą w dzielnicy Temperley, w mieście Lomas de Zamora, wchodzącym w skład zespołu miejskiego Buenos Aires.

## Osiągnięcia
- Wicemistrz Argentyny: 1924
- Mistrz drugiej ligi argentyńskiej: 1974

## Historia
Klub założony został 1 stycznia 1912 roku przez dwóch braci pod początkową nazwą Club de Football Centenario. W roku 1917 przystąpił do piłkarskiej federacji AFA, a w 1921 zmienił nazwę na obecną - Club Atlético Temperley.
W roku 1932 doszło do fuzji z klubem Argentino de Banfield, a połączony klub nosił nazwę Argentino de Temperley. Unia nie trwała długo i w 1935 doszło do separacji obu klubów, które wróciły do swych pierwotnych nazw.
W okresie zawodowym klub rozegrał łącznie 7 sezonów w pierwszej lidze argentyńskiej (Primera división argentina) w dwóch seriach - w latach 1975–1977 i 1983–1987.
Największym w historii klubu osiągnięciem było dotarcie do najlepszej czwórki klubów w Argentynie podczas mistrzostw Metropolitano w roku 1983. W mistrzostwach Nacional najlepszym miejscem, jaki klub Temperley osiągnął było 8. miejsce. Obecnie Temperley gra w drugiej lidze argentyńskiej (Primera B Nacional).

### Historyczne wyniki
Najbardziej efektowne zwycięstwa:
- - 1940 – 8:0 CA Estudiantes
  - 1963 – 10:2 Sportivo Dock Sud
  - 1945 – 7:2 Argentino Rosario
  - 1963 – 6:0 CA Tigre
  - 1945 – 7:2 CA Central Córdoba
  - 1965 – 7:1 CA San Telmo
  - 1982 – 6:1 CA All Boys
  - 1966 – 6:0 CA Los Andes
- Rekordowy konkurs rzutów karnych:
  - 1983 – 24:23 CA Atlanta
- Największe klęski:
  - 1941 – 1:9 CA Nueva Chicago
  - 1951 – 3:8 CA Colón
  - 1952 – 1:7 CA Tigre
  - 1988 – 3:8 CA Lanús
  - 1957 – 1:7 Unión Santa Fe

### Najlepsi strzelcy
- Luciano Agnolin - 130 goli (1939–1942)
- Miguel Donnoia - 99 goli (1942–1952)
- R. Harguindegui - 86 goli (1945–1947)

### Najlepsza średnia goli na mecz
- Hector Cassé - 210 goli w 185 meczach (średnia 1.14)
- Fernando Dubra - 78 goli w 74 meczach (średnia 1.05)
- Alejandro Coronitti - 109 goli w 111 meczach (średnia 0.98)

### Największa liczba występów w barwach klubu
- Oscar Aguilar - 292 meczów (1979–1990)
- Heriberto Flores - 270 meczów (1938–1948)
- Miguel Donnoia - 265 meczów (1942–1952)
- Horacio Magalhaes - 227 meczów (1968–1976)

### Piłkarze w historii klubu
- Mariano Biondi
- Alejo Escos
- Hector Casse
- Hugo Nelson Lacava Shell
- Luciano Agnolín
- Adriano Tomás Custodio Méndes
- Juan Berrud
- Ricardo Dabrowsky
- Horacio Magalhaes
- Rubén De Marta
- Francisco Rúa

### Trenerzy w historii klubu
- Roberto Ithurrieta
- Humberto Zucarelli
- Hector Ostúa
- Mariano Biondi

## Sezony w poszczególnych ligach

### Pierwsza liga

#### Era amatorska
1922, 1923, 1924, 1925

#### Era zawodowa

##### Metropolitano
1975, 1976, 1977, 1983, 1984, 1985/1986, 1986/1987

##### Nacional
1975, 1976, 1977, 1983, 1984, 1985

### Druga liga

#### Nacional B
1987/1988, 1988/1989, 1996/1997

#### Primera B
1937, 1938, 1939, 1940, 1941, 1942, 1943,

1944, 1945, 1946, 1947, 1948, 1949, 1950,

1951, 1952, 1953, 1954, 1955, 1956, 1957,

1958, 1959, 1960, 1961, 1962, 1963, 1964,

1965, 1966, 1967, 1968, 1969, 1970, 1971,

1972, 1973, 1974, 1978, 1979, 1980, 1981,

1982, 1973, 1974, 1978, 1979, 1980, 1981,

1989/1990, 1990/1991

### Trzecia liga

#### Primera B Metropolitana
1995/1996, 1997/1998, 1998/1999, 1999/2000, 2000/2001,

2001/2002, 2002/2003, 2003/2004, 2004/2005

#### Primera C
1993/1994, 1994/1995